# キズナ一撃
『キズナ一撃』（キズナいちげき）は、若手アニメーター育成プロジェクトにて制作された日本のアニメーション。

## 概要
本作は『クレヨンしんちゃん』のキャスト・スタッフが非常に多く集まっており、轟キンタロー役の藤原啓治、轟あかね役の紗ゆり、監督は1992年から4年間初代監督を務めた本郷みつる、音楽は「クレヨンしんちゃん 嵐を呼ぶ モーレツ!オトナ帝国の逆襲」などの劇畔を担当した浜口史郎。
キャラクターデザインは「クレヨンしんちゃん」の劇場版キャラクターデザインを担当している末吉裕一郎。原画にはテレビシリーズの作画監督である針金屋英郎。プロデューサーはクレヨンしんちゃんでチーフプロデューサーを務めていた茂木仁史が担当している。

## キャスト
- 轟キズナ - 安野希世乃
- 轟キンタロー - 藤原啓治
- 轟ゴール - てらそままさき
- 轟あかね - 紗ゆり
- 真坂ハナカ - 葉山いくみ
- 超山エベレスト - 小山力也
- 金クレヲ - 宮澤正
- ジャイアント・ガガ - 佐々木誠二
- 莫迦本リョーマ - 星野貴紀
- アナウンサー - 早志勇紀
- 審判 - 佐藤健輔
- エゾシカ - 棟方真梨子

## スタッフ
- 監督・脚本・絵コンテ - 本郷みつる
- 原案・キャラクターデザイン・作画監督 - 末吉裕一郎
- 作画監督補佐 - 植村淳
- 原画 - 佐藤雅弘、針金屋英郎、大杉宜弘、朴秄英、玉置敬子、蛯名秀和、佐野聡彦、阪口良多、久貝典史
- 美術監督 - 中村隆
- 色彩設計 - 手嶋明美
- 撮影監督 - 高橋賢司
- 編集 - 長坂智樹
- 音楽 - 浜口史郎
- 音響監督 - 三間雅文
- プロデューサー - 茂木仁史
- アニメーション制作 - アセンション

## あらすじ
轟キズナは13歳の女子中学生。武道一家に育ったキズナは10年連覇の世界格闘技チャンピオンに挑み、轍柔拳流（わだちじゅうけんりゅう）で軽く倒して賞金をゲットした。だが、手違いにより優勝は取り消され、賞金１億円はキズナを倒した者に払われる事となった。世界中から腕自慢達がキズナとの対戦にやって来た。平和だった轟一家の庭は格闘会場となる。果たしてキズナは勝ち続けられるのか。